# Milavittan
Milavittan es una ciudad censal situada en el distrito de Thoothukudi en el estado de Tamil Nadu (India). Su población es de 45863 habitantes (2011). Se encuentra a 6 km de Thoothukudi y a 49 km de Tirunelveli.

## Demografía
Según el censo de 2011 la población de Milavittan era de 45863 habitantes, de los cuales 23167 eran hombres y 22696 eran mujeres. Milavittan tiene una tasa media de alfabetización del 89,10%, superior a la media estatal del 80,09%: la alfabetización masculina es del 92,94%, y la alfabetización femenina del 85,18%.